# Nowy Gózd
Nowy Gózd (prononciation : [ˈnɔvɨ ˈɡust]) est un village polonais de la gmina de Stara Błotnica dans le powiat de Białobrzegi de la voïvodie de Mazovie dans le centre-est de la Pologne.
Il se situe à environ 4 kilomètres au nord-est de Stara Błotnica (siège de la gmina), 12 kilomètres au sud-est de Białobrzegi (siège du powiat) et à 73 kilomètres au sud de Varsovie (capitale de la Pologne).
Le village possède approximativement une population de 160 habitants en 2006.

## Histoire
De 1975 à 1998, le village appartenait administrativement à la voïvodie de Radom.